# Паркер, Фрэнк
Фрэнк Эндрю Паркер (англ. Frank Parker, имя при рождении Францишек Анджей Пайковский, Franciszek Andrzej Pajkowski; 31 января 1916, Милуоки — 24 июля 1997, Сан-Диего) — американский теннисист, первая ракетка мира среди любителей в 1948 году. Паркер был двукратным победителем чемпионата США и чемпионата Франции в одиночном разряде, завоевав также чемпионские титулы на трёх турнирах Большого шлема в мужских парах и трижды став со сборной США обладателем Кубка Дэвиса. Член Международного зала теннисной славы с 1966 года, Зала славы Висконсина и Национального польско-американского спортивного зала славы.

## Биография
Францишек Пайковский родился в 1916 году в Милуоки в семье бедных польских иммигрантов. Его мать рано осталась вдовой с пятью детьми. Она работала прачкой, и Францишек уже в десять лет начал подрабатывать подавальщиком мячей в местном теннисном клубе. Он получал за эту работу два доллара в неделю, оставляя себе десять центов, а остальное отдавая в семью. В свободные минуты он тренировался, используя выброшенные мячи, и за этим занятием его заметил тренер Мерсер Бизли, рассмотревший у мальчика богатый потенциал.
Когда Францишек повзрослел, теннис всё ещё оставался преимущественно любительским, и ему необходимо было зарабатывать на жизнь другими способами. Он учился в Принстоне, в эти годы сменив имя на Фрэнк Паркер, а затем нашёл работу в компании Metro-Goldwyn-Mayer помощником режиссёра по спецэффектам. В 22 года он расстался с Мерсером Бизли, женившись на его бывшей супруге Одри, которая была старше Паркера на 20 лет. Во время Второй мировой войны Паркер служил в Воздушных силах армии США в звании сержанта.
После окончания игровой карьеры Фрэнк Паркер продавал ящики из гофрированного картона, уволившись с этой работы только в 1979 году. После этого он работал почти до самой смерти теннисным тренером в чикагском теннисном центре. Его жена Одри умерла в 1971, а сам он скончался в июле 1997 года в больнице в Сан-Диего вскоре после операции по удалению кровяных сгустков из лёгкого.

## Игровая карьера
Начав заниматься у Мерсера Бизли, Францишек Пайковский стал быстро прогрессировать. Уже в 12 лет он выиграл детский чемпионат США в помещениях, в 1931 году — юношеский (в возрасте до 15 лет) национальный чемпионат, а год спустя — молодёжный (в возрасте до 18 лет), на взрослом чемпионате США проиграв в третьем круге посеянному четвёртым Джорджу Лотту. В 17 лет, в 1933 году, он выиграл Чемпионат США на грунтовых кортах и был включён в десятку сильнейших теннисистов США, в которой оставался на протяжении 17 лет подряд — вплоть до 1949 года; этот результат оставался непобитым почти сорок лет, пока в 1988 году Джимми Коннорс не был включён в первую американскую десятку в 18-й раз.
В студенческие годы Францишек Пайковский стал Фрэнком Паркером — как пишет журналист New York Times Ричард Голдстейн, потому, что комментаторы на стадионе не могли выговорить его польское имя. В 1937 году он был впервые включён в состав сборной США в Кубке Дэвиса, сразу же завоевав с ней этот главный мировой командный трофей. В раунде вызова против действующих обладателей Кубка, британцев, он проиграл первую встречу Банни Остину, но при счёте 2:1 взял решающее очко в игре против Чарльза Хейра, обеспечив своей команде общую победу. Находясь в Лондоне, Паркер принял участие в Уимблдонском турнире, где дошёл до полуфинала, прежде чем проиграть Дону Баджу.
В 1938 году пути Паркера и Мерсера Бизли разошлись. После расставания с Бизли Фрэнк вернулся к «естественному» для себя способу игры открытой ракеткой, отказавшись от экспериментальных форхендов, которые тренер отрабатывал с ним все предыдущие годы. Добавив уверенный форхенд к уже имевшемуся в его арсенале блестящему бэкхенду с задней линии, Паркер в 1939 году выиграл свой второй чемпионат США на грунтовых кортах. В итоге он был снова приглашён в сборную для участия в раунде вызова, но американцы — действующие обладатели Кубка — уступили на домашнем корте сборной Австралии.
Паркер продолжал выступать во внутренних американских соревнованиях и в годы Второй мировой войны. В 1941 году он выиграл свой третий чемпионат США на грунтовых кортах, а на следующий год впервые стал финалистом национального первенства на травяных кортах Форест-Хилс в Нью-Йорке, в 1943 году одержав там победу в мужском парном разряде. В 1944 и 1945 годах сержант Военно-воздушных сил Паркер участвовал в чемпионате США в дни увольнений. В 1944 году он прибыл в Нью-Йорк из Калифорнии, где служил на базе Мюрок-Филд, и, обыграв в полуфинале посеянного четвёртым Дона Макнилла, а в финале третью ракетку турнира Билла Талберта, впервые в карьере стал чемпионом США. Через год Паркера, занимающего в национальном рейтинге первое место после прошлогоднего успеха, доставили на чемпионат США бомбардировщиком с театра военных действий у острова Гуам. В финале ему снова противостоял Талберт, который до этой игры имел стопроцентный результат в сезоне, выиграв все десять турниров, в которых участвовал. Однако ему пришлось за сутки провести четыре игры, сначала победив в одиночном полуфинале Панчо Сегуру, а потом сыграв два подряд парных финала. В результате к одиночному финалу он был измотан и страдал от растяжения подколенного сухожилия. Выиграв первые два гейма в матче и ведя в третьем 40-15, Талберт дал Паркеру отыграться, а затем окончательно выдохся при счёте 10-10 в первом сете. После этого Паркер до конца матча отдал ему только три гейма, во второй раз подряд став чемпионом США.
В первый послевоенный год Паркер проиграл в четвертьфинале чемпионата США Тому Брауну, но выиграл свой четвёртый титул на грунтовом чемпионате страны, а также помог национальной сборной дойти до раунда вызова Кубка Дэвиса, принеся ей шесть очков в шести играх. В финальном матче он не участвовал, и американцы вернули себе Кубок Дэвиса без него. В следующем году Паркер в пятый раз стал чемпионом США на грунте (в том числе третий раз подряд, поскольку с 1942 по 1945 год не участвовал в этом турнире) и в четвёртый раз дошёл до финала в Форест-Хилс, проиграв Джеку Креймеру.
Следующие два года принесли Паркеру успех на европейских кортах. Он дважды подряд выигрывал чемпионат Франции в одиночном разряде, а в 1949 году добавил к этим титулам победы в паре с Панчо Гонсалесом как в чемпионате Франции, так и на Уимблдонском турнире. В 1948 году он также отстоял со сборной США Кубок Дэвиса в раунде вызова против австралийцев и был по итогам сезона признан лучшим теннисистом мира.
В конце 1949 года Паркер перешёл в профессионалы и вместе с Гонсалесом, Джеком Креймером и Бобби Риггсом принял участие в мировом профессиональном туре. Его карьера как профессионального теннисного игрока, впрочем, оказалась недолгой, и вскоре он практически покинул корт, появляясь на нём лишь на ежегодных Всемирных профессиональных турнирах, где обычно ничего не мог противопоставить действующим лидерам профессионального тенниса. Однако в 1968 году, после того, как началась Открытая эра в теннисе и на турниры Большого шлема были допущены профессиональные теннисисты, Паркер в 52 года ещё раз принял участие в чемпионате США (теперь Открытом), проиграв в первом же матче будущему чемпиону Артуру Эшу. Он остаётся самым возрастным участником в истории этого турнира.
Уже в 1966 году имя Фрэнка Паркера было включено в списки Национального (позже Международного) зала теннисной славы. Позже он также стал членом Зала славы Висконсина и Национального польско-американского спортивного зала славы.

## Участие в финалах турниров Большого шлема за карьеру

### Одиночный разряд (4-2)
| Результат | Год  | Турнир                | Покрытие | Соперник в финале | Счёт в финале           |
| --------- | ---- | --------------------- | -------- | ----------------- | ----------------------- |
| Поражение | 1942 | Чемпионат США         | Трава    | Тед Шрёдер        | 6-8, 5-7, 6-3, 6-4, 2-6 |
| Победа    | 1944 | Чемпионат США         | Трава    | Билл Талберт      | 6-4, 3-6, 6-3, 6-3      |
| Победа    | 1945 | Чемпионат США (2)     | Трава    | Билл Талберт      | 14-12, 6-1, 6-2         |
| Поражение | 1947 | Чемпионат США (2)     | Трава    | Джек Креймер      | 6-4, 6-2, 1-6, 0-6, 3-6 |
| Победа    | 1948 | Чемпионат Франции     | Грунт    | Ярослав Дробный   | 6-4, 7-5, 5-7, 8-6      |
| Победа    | 1949 | Чемпионат Франции (2) | Грунт    | Бадж Патти        | 6-3, 1-6, 6-1, 6-4      |

### Мужской парный разряд (3-2)
| Результат | Год  | Турнир              | Покрытие | Партнёр        | Соперники в финале          | Счёт в финале           |
| --------- | ---- | ------------------- | -------- | -------------- | --------------------------- | ----------------------- |
| Поражение | 1933 | Чемпионат США       | Трава    | Фрэнк Шилдс    | Джордж Лотт Лестер Стёфен   | 13-11, 7-9, 7-9, 3-6    |
| Победа    | 1943 | Чемпионат США       | Трава    | Джек Креймер   | Билл Талберт Дэвид Фриман   | 7-5, 8-6, 3-6, 6-1      |
| Поражение | 1948 | Чемпионат США (2)   | Трава    | Тед Шрёдер     | Гарднар Маллой Билл Талберт | 6-1, 7-9, 3-6, 6-3, 7-9 |
| Победа    | 1949 | Чемпионат Франции   | Грунт    | Панчо Гонсалес | Юстас Фаннин Эрик Стёрджесс | 6-3, 8-6, 5-7, 6-3      |
| Победа    | 1949 | Уимблдонский турнир | Трава    | Панчо Гонсалес | Гарднар Маллой Тед Шрёдер   | 6-4, 6-4, 6-2           |

## Финалы Кубка Дэвиса за карьеру
| Результат | Год  | Место проведения             | Команда США                                 | Соперники в финале                                   | Счёт |
| --------- | ---- | ---------------------------- | ------------------------------------------- | ---------------------------------------------------- | ---- |
| Победа    | 1937 | Уимблдон, Великобритания     | Д. Бадж, Дж. Мако, Ф. Паркер                | Великобритания: Г. Остин, Р. Таки, Ф. Уайлд, Ч. Хейр | 4-1  |
| Поражение | 1939 | Хаверфорд, Пенсильвания, США | Дж. Креймер, Ф. Паркер, Б. Риггс, Дж. Хант  | Австралия: Дж. Бромвич, А. Квист                     | 2-3  |
| Победа    | 1946 | Мельбурн, Австралия          | Не участвовал                               | Австралия                                            | 5-0  |
| Победа    | 1948 | Нью-Йорк, США                | Г. Маллой, Ф. Паркер, Б. Талберт, Т. Шрёдер | Австралия: А. Квист, К. Лонг, Б. Сидуэлл             | 5-0  |